# Artem Kontsevoy (cầu thủ bóng đá, sinh 1999)
Artem Kontsevoy (tiếng Belarus: Арцём Канцавы; tiếng Nga: Артём Концевой; sinh 26 tháng 8 năm 1999) là một cầu thủ bóng đá Belarus. Tính đến năm 2017, anh thi đấu cho Dnepr Mogilev.